# San Cristóbal (Cuba)
San Cristóbal è un comune di Cuba, situato nella provincia di Artemisa.